# Schnitterinbrunnen
Der Schnitterinbrunnen ist ein Brunnen auf dem Thierschplatz in München, im Stadtteil Lehel. Er wird auch Ceresbrunnen oder seltener Erntebrunnen oder früher nach dem Stifter Waitzfelderbrunnen genannt.
Der Brunnen ist als Baudenkmal in die Bayerische Denkmalliste eingetragen.
Der Brunnen wurde 1905 von dem Münchner Bildhauer Erwin Kurz geschaffen. Aus einem ebenerdigen Becken erhebt sich ein viereckiges Postament mit seitlichen Wasserhalbschalen. Auf dem Postament kniet eine als Schnitterin dargestellte Figur der römischen Göttin Ceres.
Das Postament ist auf Vorder- und Rückseite mit Inschriften versehen:
- recto: 1905 (zentral, in einem Ährenkranz), und weiter unterhalb: Schnitterin-Brunnen / Gestaltet 1905 von Erwin Kurz
Wie es schon die unnötige Wiederholung der Jahreszahl andeutet, wurden die beiden unteren Zeilen später hinzugefügt – auf bauzeitlichen Abbildungen fehlen sie noch.[3] Möglicherweise wurden sie erst ergänzt, als der 1982 wegen des U-Bahn-Baus vorübergehend abgetragene Brunnen 1987 wieder aufgebaut wurde.
- verso: Der lieben Stadt / Muenchen / gestiftet von / Karl Waitzfelder / Rentier
Ob die Darstellung der Schnitterin mit einer Ährengarbe eine gezielte Anspielung auf den Namen Waitzfelder (abgeleitet von Weizenfeld) sein soll, ist nicht belegbar. Karl Waitzfelder war Mitinhaber des Münchner Bankhauses Levi Waitzfelder[4] (später L. Waitzfelder AG[5]).